# Arie protejată

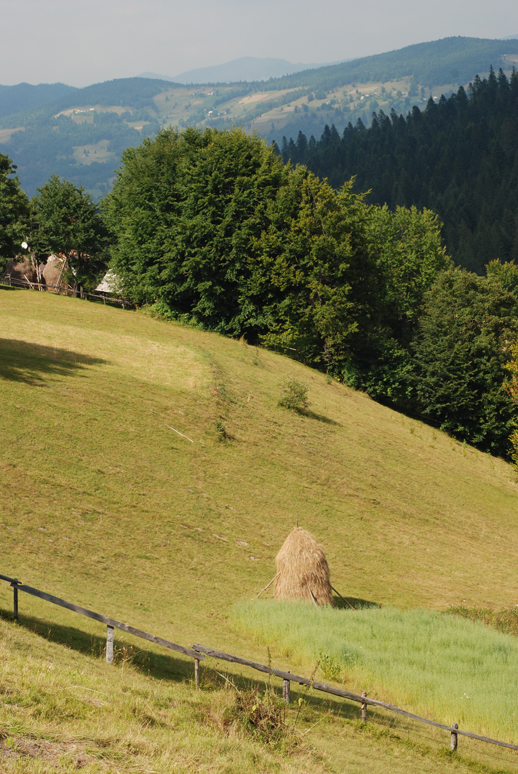
Parcul Natural Apuseni

Ariile protejate sunt zone terestre sau marine destinate special pentru protecția și menținerea diversității biologice, a resurselor naturale cât și a celor culturale asociate.

## Categorii de arii naturale protejate

### În Moldova

#### Arii naturale protejate de interes național
- Rezervație naturală strictă (protecția biodiversității, control strict și limitarea vizitării, monitorizare și cercetare științifică)
- Zonă de sălbăticie corespunzătoare categoriei Ib IUCN (aria protejată en:Citico Creek Wilderness, din Tennessee, SUA)
- Parc național (protejarea la nivel de specii cât și la nivel de ecosisteme, vizitare și recreere)
- Parc natural (protejarea peisajului și recreere)
- Monument al naturii (protecție și conservare cu scopul de a asigura păstrarea trăsăturilor naturale specifice)
- Rezervație naturală (protejarea anumitor specii sau habitate)

#### Situri Natura 2000
Siturile Natura 2000 sunt acele arii naturale protejate ce aparțin rețelei ecologice europene Natura 2000 în România, rețea realizată prin implementarea a două acte normative elaborate de Consiliul Europei: Directiva Păsări (conservarea speciilor de păsări sălbatice) și Directiva Habitate (conservarea speciilor de plante și animale sălbatice și a habitatelor naturale), astfel:
- Arii de Protecție Specială Avifaunistică (SPA) - constituite (conform Directivei Păsări Nr. 79/409 din 1979[1]) cu scopul menținerii în stare favorabilă a speciilor de păsări sălbatice și conservare a acestora.
- Situri de Importanță Comunitară (SCI) - constituite (conform Directivei Habitate Nr. 92/43 din 1992[2]) cu scopul menținerii și conservării speciilor de plante și animale sălbatice și habitatelor naturale de interes comunitar reprezentative pentru regiunea biogeografică în care se încadrează.

#### Arii naturale protejate de interes internațional
- Rezervație a biosferei (Delta Dunării[3]), arie naturală protejată căreia i se atribuie un calificativ internațional și ale cărei caracteristici sunt definite de UNESCO, conform cu necesitățile privind scopul de protecție și conservare a unei zone de habitat natural și a diversității biologice specifice a acesteia, în cadrul programului „Omul și Biosfera” („Man and the Biosphere Programme”)[4]
- Zonă umedă de importanță internațională (situri Ramsar), ca urmare a aderării României la Convenția asupra zonelor umede, în special ca habitat al păsărilor acvatice[5]
- Sit natural inclus în patrimoniului mondial al UNESCO (Delta Dunării, Parcul Național Retezat și Pietrosul Mare[6])
- Geoparc (Geoparcul Dinozaurilor „Țara Hațegului”, arie naturală protejată inclusă în Rețeaua europeană și membru în Rețeaua mondială a Geoparcurilor - Global Network of National Geoparks) sub egida UNESCO[7]
- Geoparcul „Ținutul Buzăului”, teritoriu cu resurse naturale şi culturale de importanţă internațională.[8]

#### Arii naturale protejate de interes local
Aceste arii naturale (cu rol de protecție a habitatelor sau speciilor) sunt stabilite (conform Ordonanței de urgență 57/2007) pe domeniul public sau privat al unităților administrativ-teritoriale, având reprezentativitate doar la nivel județean sau local.

## Clasificare IUCN
Există mai multe sisteme de clasificare - dintre acestea, IUCN este cel mai cunoscut, fiind adoptat și în România.
 În urma discuțiilor și consultațiilor in acest domeniu, s-au stabilit în anii '90 șase categorii de arii protejate, categorii valabile în mod curent: 
- Categoria Ia - rezervație naturală strictă
- Categoria a II-a - parc național
- Categoria a III-a - monument natural
- Categoria a IV-a - arie de administrare a speciilor/habitatelor
- Categoria a V-a - parc natural, arie(peisaj) marină protejată
- Categoria a VI-a - arie protejată cu resurse gestionate